# 孫歆
孫 歆（そん きん、生没年不詳）は、中国三国時代の武将。呉の皇族。祖父は孫賁。父は孫鄰。兄は孫苗・孫旅・孫述・孫震・孫諧。『三国志』呉志「宗室伝」が引く『呉歴』などに記述がある。

## 生涯
赤烏12年（249年）、父の孫鄰が死去した（『三国志』呉志「宗室伝」）。
父の跡は孫苗が継ぎ、その弟の孫旅や叔父らもしかるべき官職に就いた（『三国志』呉志「宗室伝」）。
孫歆は楽郷督となったという（『三国志』呉志「宗室伝」が引く『呉歴』）。
天紀3年（279年）、晋が呉を攻めると防戦にあたった。しかし翌年、杜預が管定・周旨・伍巣らを率い、奇兵800人でもって舟を使い楽郷に夜襲を仕掛けてきたため大敗した。孫歆は伍延に手紙を送り「北から来た軍は空を飛んで江を渡ってきた」と告げたという。その後も連戦連敗し捕虜となってしまい、身柄を洛陽に護送された。この時、王濬は孫歆の首を取ったと上奏したが、後から杜預が生きた孫歆を送ってきたため、朝廷の人々は大笑いしたという（『晋書』「杜預伝」）。
小説『三国志演義』にも登場し、晋の急襲に驚いているところを周旨に斬られた。